# NOD32アンチウイルス
NOD32アンチウイルス（エヌオーディーさんじゅうにアンチウイルス）とは、スロバキアのESET社が開発したアンチウイルスソフト。
日本での販売・サポートはキヤノンITソリューションズが担当。
ソフト名称の頭につく「NOD」は、スロバキア語で「Nemocnica na Okraji Disku（ディスクの端にある病院）」という意味の言葉の頭文字を取ったものである。また、「32」は32ビットを意味する。

## 概要
日本で大きなシェアを占めるシマンテック社やトレンドマイクロ社のアンチウイルスソフトと比較して、プログラムサイズや定義ファイルが軽量コンパクトで動作が速いなどの特徴を持つ。キヤノンマーケティングジャパン株式会社など多数の会社の他、東京大学 情報基盤センター・鹿児島大学・日本大学生産工学部・国立天文台・病院・教育施設・研究機関・官庁・地方自治体などで幅広く導入されている。なお、日本大学生産工学部では2002年（平成14年）、1年をかけてキヤノンITソリューソンズと実証実験を行い、ヒューリスティックス機能の有効性により2005年（平成17年）から採用された。
2005年（平成17年）に発生した価格.comのWebサイトが一部改ざんされコンピュータウイルス（トロイの木馬型）を2種類仕掛けられた事件では、1種類を既知ウイルスとしてパターンマッチングで、もう1種類を未知ウイルスとしてヒューリスティック機能で、NOD32だけが両方のウイルスを検知して遮断したことで、その名が知られるようになった。
知名度やシェアではシマンテック社やトレンドマイクロ社などの大手メーカーには及ばないものの、AV-TEST.org や Dennis Technology Labs などの第三者機関による検出テストではカスペルスキーなどに次いでの評価を受けているほか、日経コンピュータ 顧客満足度調査のセキュリティ製品部門で3年連続 1位を獲得している。
Windows Server 2008 R2等のサーバOSや、Windows XP x64 発売から程なくして64ビット版Windowsにも対応。また、ユーザインタフェースがやや独特で設定も詳細に指定可能である。
2007年（平成19年）11月よりパーソナルファイアウォールや迷惑メール対策などの機能を追加した上位製品「ESET Smart Security」が発売された。
2013年2月にラインアップ体系を刷新し、ESET Smart Security と ESET Mobile Security が統合され総合セキュリティソフトとなり、名称も個人向けの「ESET パーソナル セキュリティ」、5クライアントまでインストール可能な家庭向けの「ESET ファミリー セキュリティ」、法人向けの「ESET オフィス セキュリティ」に変更となったが、NOD32アンチウイルスも引き続き併売となった（法人向け扱いだが個人での購入も可能）。なお、ESET Smart Securityから後継のパーソナル・ファミリー・オフィス セキュリティにライセンスを引き継ぐことはできるが、NOD32からのアップデートパスは用意されていない。
2019年2月にラインアップが変更となり、ESET パーソナル セキュリティとESET ファミリー セキュリティはESET インターネット セキュリティに名称が変更された。